# Gyantasav
A gyantasav (rezinsav) a természetes gyantákban található diterpén- és triterpénkarbonsavak gyűjtőneve.

## Előfordulása
E szilárd, jól kristályosodó anyagok jellegzetes képviselője az abietinsav — ez és három izomere jellemzően a fenyőgyantából nyert kolofóniumban fordul elő. Az aromás gyantasavak a lignin biológiai szintézisének köztes termékei.
A gyantasavak sói és észterei a rezinátok.

## Felhasználása
Az alkáli-rezinátok (gyantaszappanok) olcsó szappanok adalékanyagai; ebbéli minőségükben javítják az oldhatóságot és a habzást. A gyantasavak glikol- és glicerin-észterei festékek adalékanyagai.